# امین تقی‌زاده
امین تقی‌زاده (زادهٔ ۱۹۹۴) یک بازیکن فوتبال اهل ایران است.